# Anaphes serenus
Anaphes serenus är en stekelart som först beskrevs av Soyka 1955.  Anaphes serenus ingår i släktet Anaphes och familjen dvärgsteklar. Inga underarter finns listade i Catalogue of Life.